# Felice Le Monnier
Pour les articles homonymes, voir Lemonnier.
Félix Le Monnier dit Felice Le Monnier, né à Verdun le 1er décembre 1806 et mort à Florence le 27 juin 1884, est un éditeur italien, d’origine française.

## Biographie
Fils de Jean Le Monnier et de Jeanne Michaud, il a suivi la tradition familiale en commençant une carrière militaire, dont son caractère libre et impatient ne put supporter la discipline rigide. S’étant enfui du collège Henri-IV, il fut expulsé. Pour le punir tout en lui apprenant un métier, son père le confia à un ami de la famille qui dirigeait une imprimerie à Paris. Obligé de devenir typographe, presque par hasard, Le Monnier se découvrit une vocation, saisissant rapidement tous les secrets du métier pour devenir prote en quelques années.
En juillet 1830, directement affecté par les ordonnances de Saint-Cloud du ministère Polignac suspendant la liberté de la presse, il a participé activement, avec d’autres typographes, à la réaction immédiate des imprimeurs et éditeurs. Ces violentes émeutes, où il a été impliqué, ont été le déclencheur du soulèvement des Trois Glorieuses qui a conduit à la chute de Charles X et à la fin de la dynastie des Bourbons en France. 
Les événements de 1830 ont amené Le Monnier à réaliser un rêve longtemps caressé : quitter Paris pour chercher fortune ailleurs, en exploitant son savoir-faire. Formé aux idéaux romantiques, il pensait à la Grèce, dont la lutte pour l’indépendance, obtenue très peu d’années auparavant, avait allumé l'imagination de toute l’Europe. Parti de Paris en 1831, il fut néanmoins arrêté à Florence, qui ne devait représenter qu’un arrêt sur son chemin, et qui allait devenir son nouveau lieu de résidence. 

## Installation à Florence

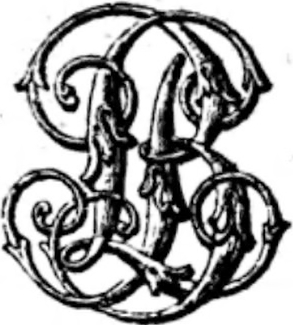
Première marque de l'éditeur (Florence).

## Cession de la maison d’édition et mort

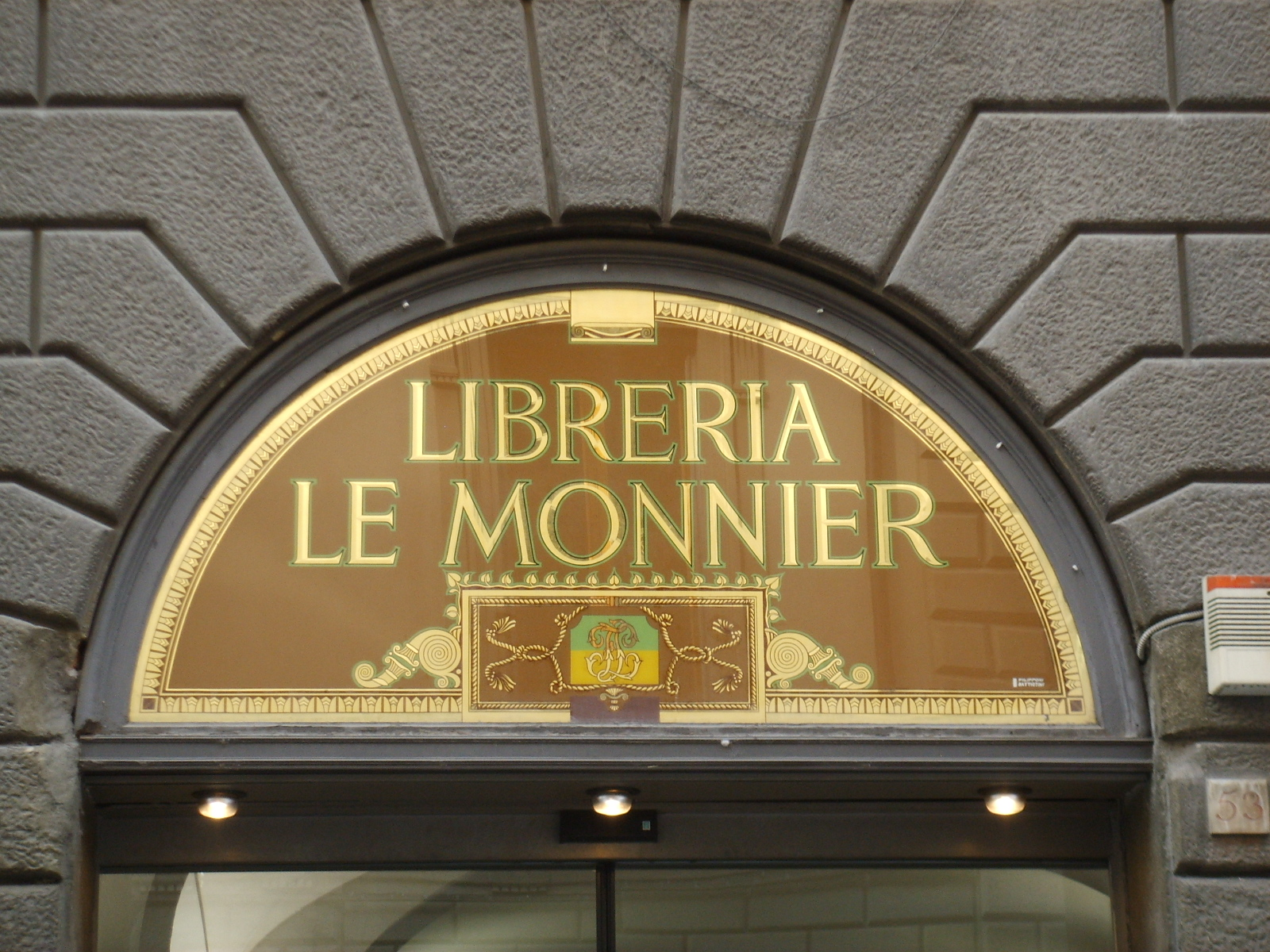
La Libreria Le Monnier, haut de porte en 2007 (Florence).

La maison Le Monnier existe toujours, et appartient au groupe italien Arnoldo Mondadori Editore.

#### Lettres et correspondance
- (it) Giuseppe Giusti, Nove lettere inedite di Giuseppe Giusti a Felice Le Monnier, Florence, Tip. G. Carnesecchi e f.i., 18.. ;
- (it) Nino Cortese, « Giannina Milli e l'edizione delle sue poesie nella « Biblioteca Nazionale » di Felice Le Monnier (Lettere inedite) », Rivista abruzzese di scienze lettere ed arti, 1914, p. 505 et suiv. ;
- (it) Le Monnier-Giordani, I primordi della Biblioteca Nazionale di Felice Le Monnier in LX lettere a Lui, A cura di I. Del Lungo. Florence, Le Monnier 1916.